# لباس‌های محلی فرانسه

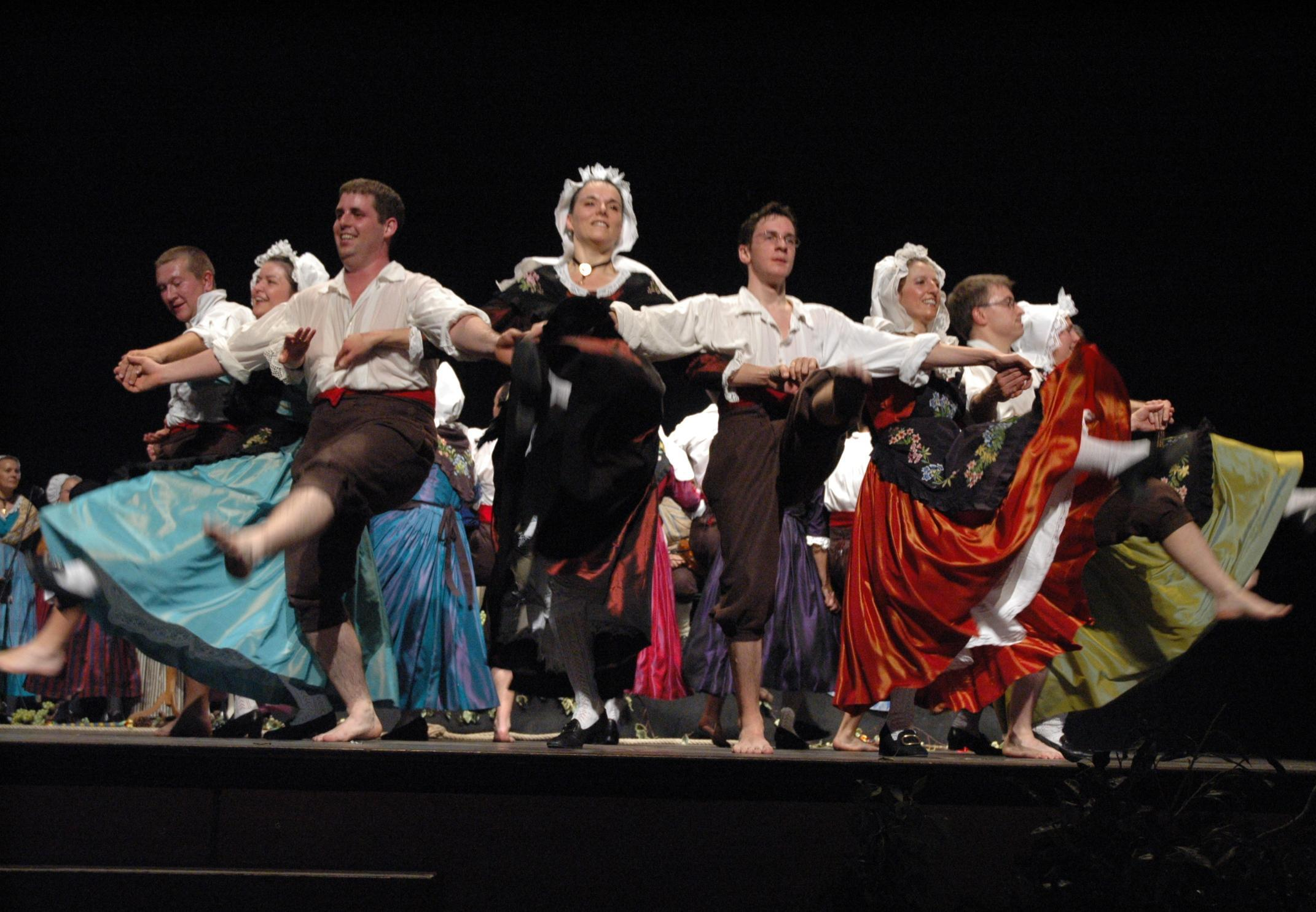
گروه رقص و Empi و Riaume, نمونه‌ای از لباس‌های سنتی

امروزه فرانسوی‌ها به ندرت لباس سنتی می‌پوشند و فقط برای جشن‌ها از آن استفاده می‌کنند. بیشتر وقت‌ها آن‌ها از لباس‌های امروزی استفاده می‌کنند.
در گذشته لباس محلی هر منطقه متفاوت بود. حتی شهرهای هر منطقه هم لباس مخصوص به خود داشتند.

## مناطق فرانسه

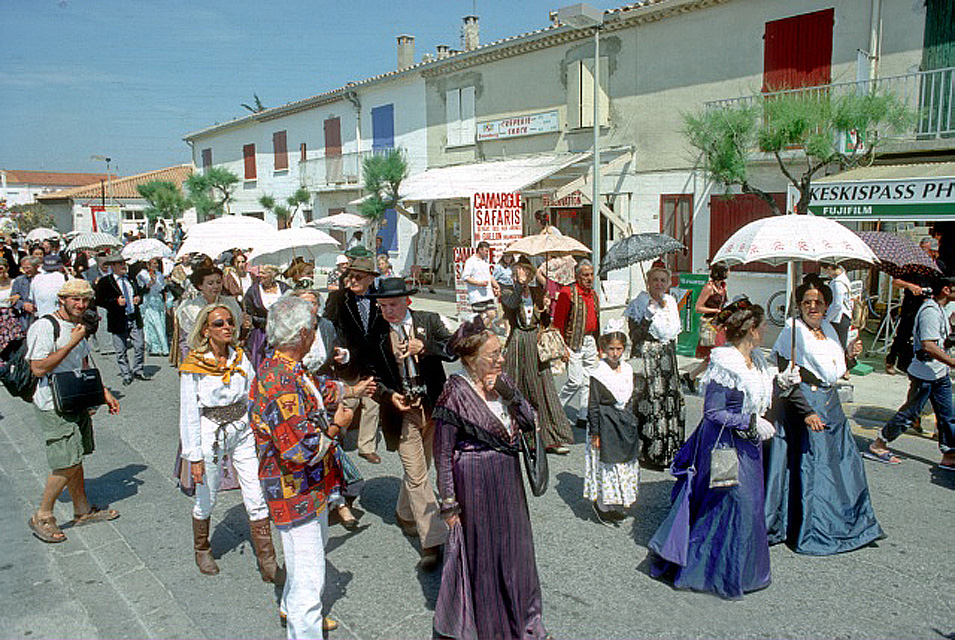
ارلزیان‌ها در لباس محلی در سنت-ماری-دو-لا-مغ

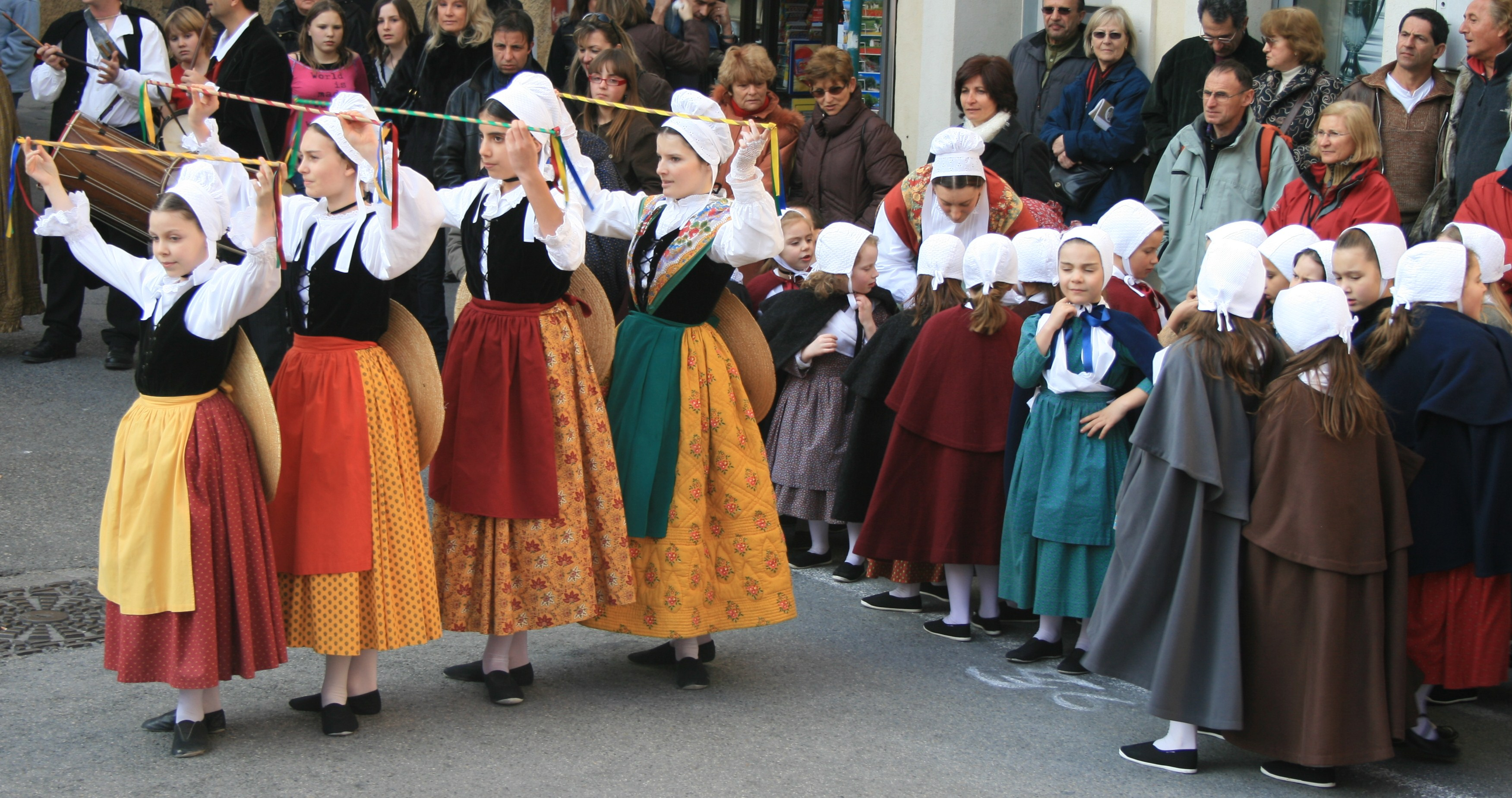
لباس محلی کنتدان

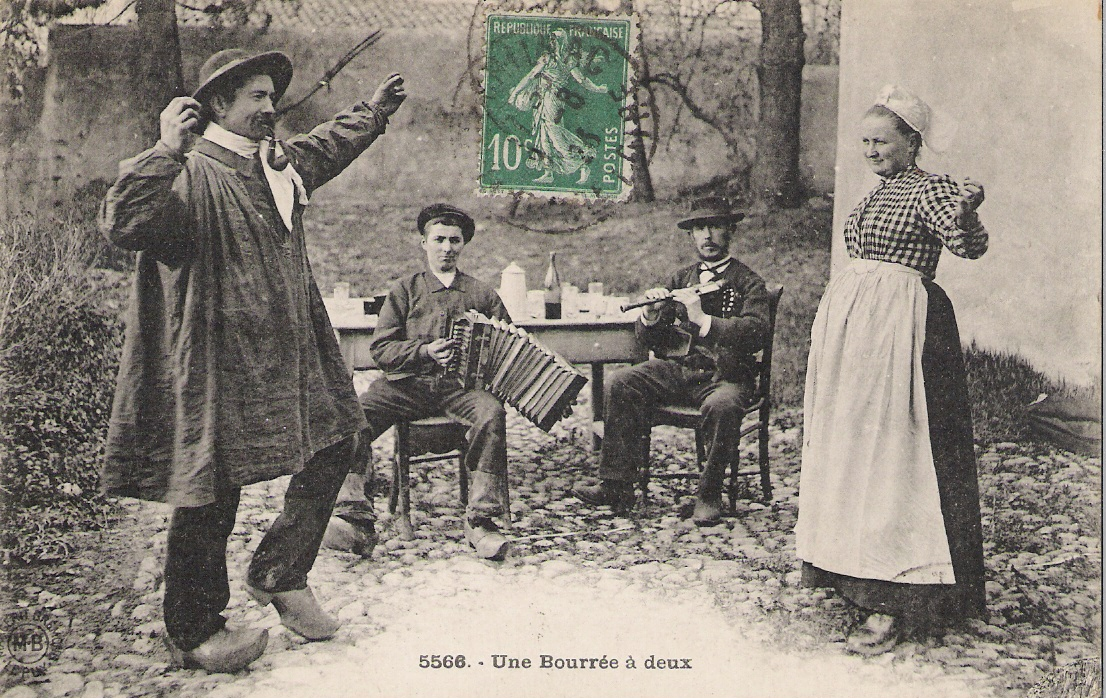
رقص آورنی با لباس محلی

### آلزاس
در آلزاس، پسرها شلوار سیاهی که پنج دکمه طلایی داشت و با پیراهن مردانه سفید، ژیله قرمز و ژاکِت سیاهی که پر از دکمه‌های طلایی بود، می‌پوشیدند. یک کلاه هم بر سر می‌گذاشتند. روی لباس‌های پسران آلزاسی شصت تا هفتاد دکمه طلایی وجود داشت. دخترا یک پیراهن سفید، یک دامن بلند سفید و آرایش موی سیاه مخصوصی داشتند.

### انژو
در انژو، پسرها یک شلوار سیاه، پیراهن سفید، ژیله ساده و یک ژاکِت می‌پوشیدند. آن‌ها هم یک کراوات یا یک پاپیون و یک کلاه سیاه و کفش چرمی می‌پوشیدند.

### آورن
درآورن، دخترها یک دامن بلند تیره قرمز رنگ یا سبز یا آبی می‌پوشیدند. آن‌ها سرشان را. پوششی سفید که شبیه کلاه بود، می‌پیچیدند.
رنگ شال دختران و زنان باهم متفاوت بود.
مردها یک ژاکِت مشابه با رنگ دامن زن خودشان می‌پوشیدند. همچنین یک شلوار و کلاه سیاه و
یک دستمال دور گردنشان می‌بستند. این دستمال معمولاً قرمز و زرد بود چون که این رنگ‌ها نماد اورن بودند. آن‌ها از این لباس‌ها برای رقص‌های سنتی استفاده می‌کردند.

### باسک
در باسک، مردها یک شلوار و پیراهن سفید و یک کمربند قرمز و یک دستمال قرمز دور گردنشان می‌بستند و همچنین یک کلاه معروف به بره بر سر می‌گذاشتند.
زنان یک پیراهن سفید، یک ژیله سیاه و یک دامن بلند قرمز می‌پوشیدند و رو سری سفیدی بر سرشان می‌بستند. در بسک کفش مخصوصی داشتند که بند آن را روی مچ پا می‌بستند.

### پروانس
در پروانس، پسرها شلوار سیاهی همراه با یک پیراهن سفید و یک ژاکِت می‌پوشیدند برای دخترها دو انتخاب وجود داشت: لباس الزین یا لباس کنتدان
لباس کنتدان، یک پیراهن سفید، یک ژیله سیاه و یک دامن بلند زرد، قرمز یا سبز با آستر سفید بود.

## نگارخانه

لباس‌های محلی فرانسه
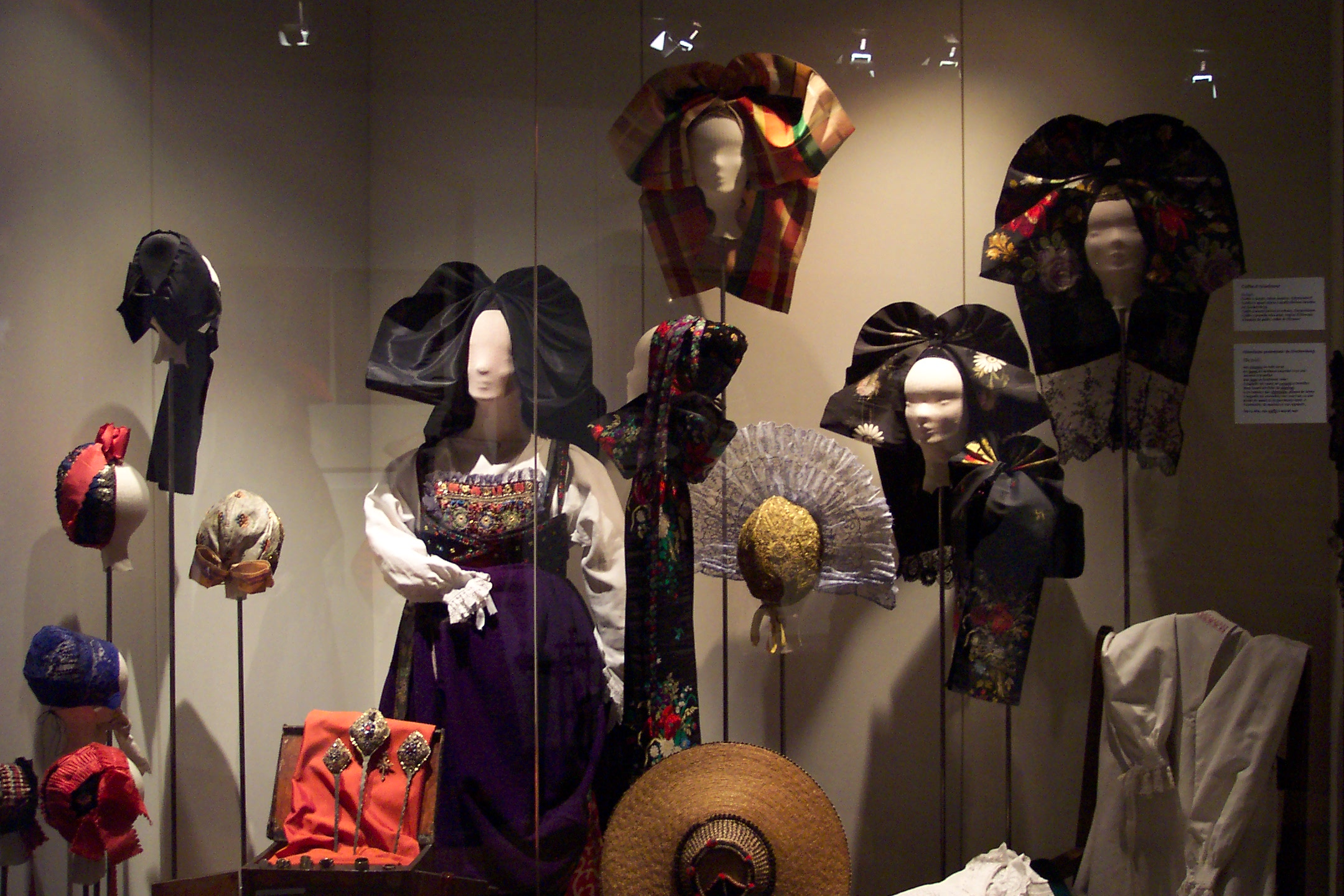
سربند لباس آلزاس در موزه استراسبورگ
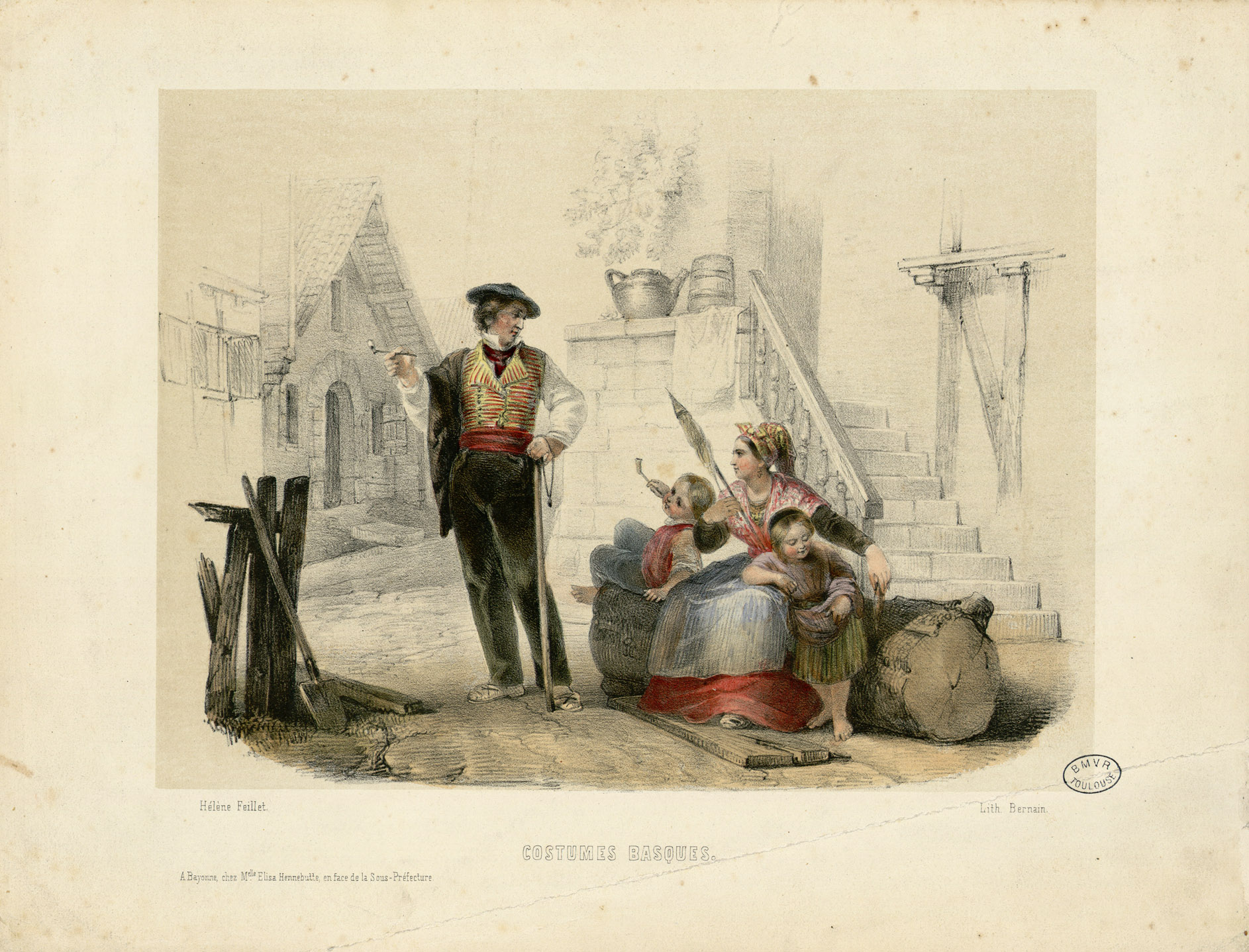
لباس باسک از قرن نوزدهم
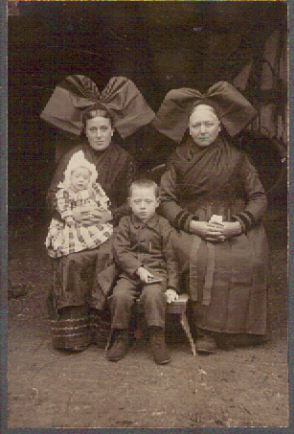
زنان و کودکان در سال ۱۹۱۵
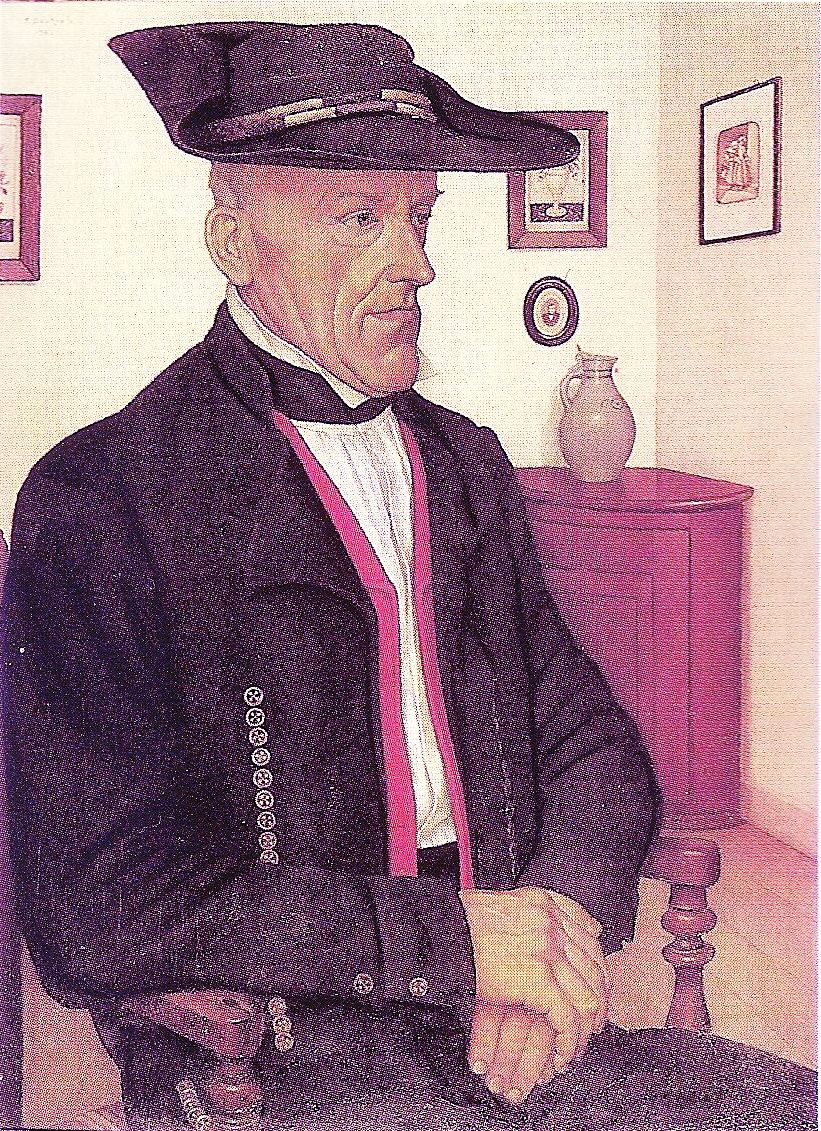
لباس مردانه در سال ۱۹۴۵